# 레네 크르힌
레네 크르힌(슬로베니아어: Rene Krhin, 1990년 5월 21일 마리보르 ~ )는 슬로베니아의 축구 선수이다. 현재 웨스턴 유나이티드에서 뛰고 있다.